# Heliophanus demonstrativus
Heliophanus demonstrativus là một loài nhện trong họ Salticidae.
Loài này thuộc chi Heliophanus. Heliophanus demonstrativus được Wanda Wesołowska miêu tả năm 1986.